# Schlegelia darienensis
Schlegelia darienensis är en tvåhjärtbladig växtart som beskrevs av Noel Yvri Sandwith. Schlegelia darienensis ingår i släktet Schlegelia och familjen Schlegeliaceae. Inga underarter finns listade i Catalogue of Life.